# Ілона Полякова
Ілона Полякова (нар. 1 квітня 1973) — колишня естонська тенісистка.
Найвищу одиночну позицію світового рейтингу — 430 місце досягла 7 серпня 2000, парну — 422 місце — 5 листопада 2001 року.
Здобула 1 парний титул туру ITF.

## Фінали ITF

### Одиночний розряд: 3 (0–3)
| Результат | Ранг | Дата            | Турнір                      | Покриття | Суперниця           | Рахунок             |
| --------- | ---- | --------------- | --------------------------- | -------- | ------------------- | ------------------- |
| Поразка   | 1.   | 12 вересня 1999 | ITF Бад-Заульгау, Німеччина | Ґрунт    | Зузі Лорманн        | 0–6, 0–6            |
| Поразка   | 2.   | 9 вересня 2001  | ITF Петанж, Люксембург      | Ґрунт    | Nicole Seitenbecher | 2–6, 6–3, 2–6       |
| Поразка   | 3.   | 7 липня 2002    | ITF Амстердам, Нідерланди   | Ґрунт    | Nicole Seitenbecher | 7–6(5), 6–7(1), 4–6 |

### Парний розряд: 3 (1–2)
| Результат | Ранг | Дата              | Турнір                      | Покриття | Партнерка                | Суперниці                    | Рахунок       |
| --------- | ---- | ----------------- | --------------------------- | -------- | ------------------------ | ---------------------------- | ------------- |
| Поразка   | 1.   | 9 травня 1999     | ITF Суонсі, Велика Британія | Ґрунт    | Ганна Запорожанова       | Лідія Перкінс Julia Smith    | 1–6, 4–6      |
| Перемога  | 1.   | 19 листопада 2000 | ITF Гавр, Франція           | Ґрунт    | Биляна Павлова-Димитрова | Луй Лі Шень Александра Зотта | 4–0, 4–1, 4–1 |
| Поразка   | 2.   | 17 лютого 2002    | ITF Каунас, Литва           | Тверде   | Маргіт Рйтель            | Дарія Чемарда Ірина Коткіна  | 0–6, 3–6      |